# Аэродинамическая труба 3–АТ–17.5/3
Аэродинамическая труба 3–АТ–17.5/3. Лаборатория строительной аэродинамики. Научно-исследовательская и проектно-строительная фирма УНИКОН.
Для моделирования приземного слоя атмосферы, характерного для объектов строительства, разработаны специализированные аэродинамические трубы с длинной рабочей частью, что позволяет моделировать реальные ветровые режимы и таким образом в наибольшей степени позволяет удовлетворить требованиям, предъявляемым к проведению подобных экспериментальных работ.
Аэродинамическая труба 3–АТ–17.5/3 является трубой малых дозвуковых скоростей постоянного действия с замкнутым аэродинамическим контуром, оснащена длинной рабочей частью и одним обратным каналом, расположенным в горизонтальной плоскости.

### История.

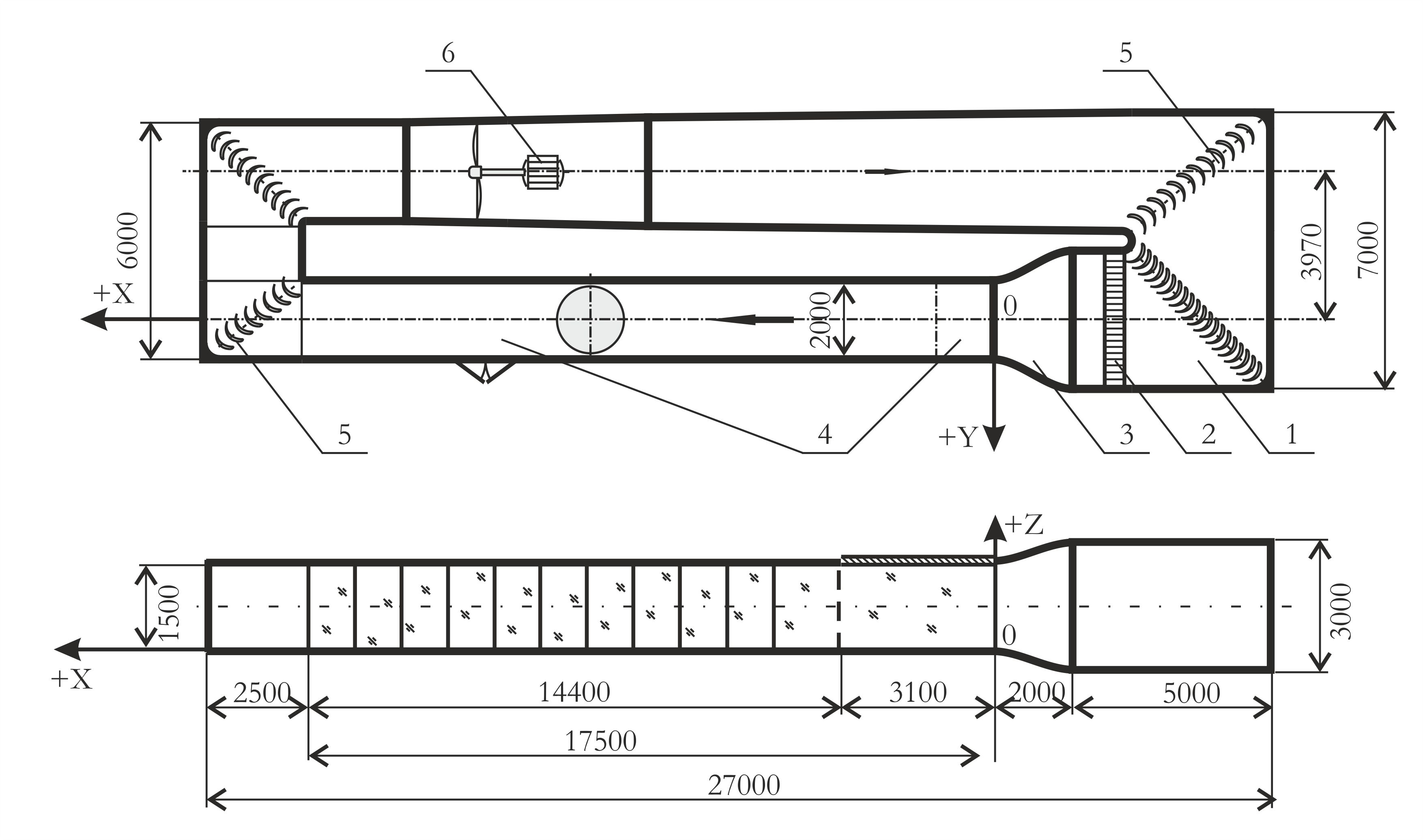
Рисунок 1 — Контур аэродинамической трубы
3–АТ–17.5/3 фирмы УНИКОН
Контур включает в себя:
Форкамеру 1, хонейкомб 2, сопло 3, рабочую часть 4, поворотные лопатки 5, винто-моторную группу 6.

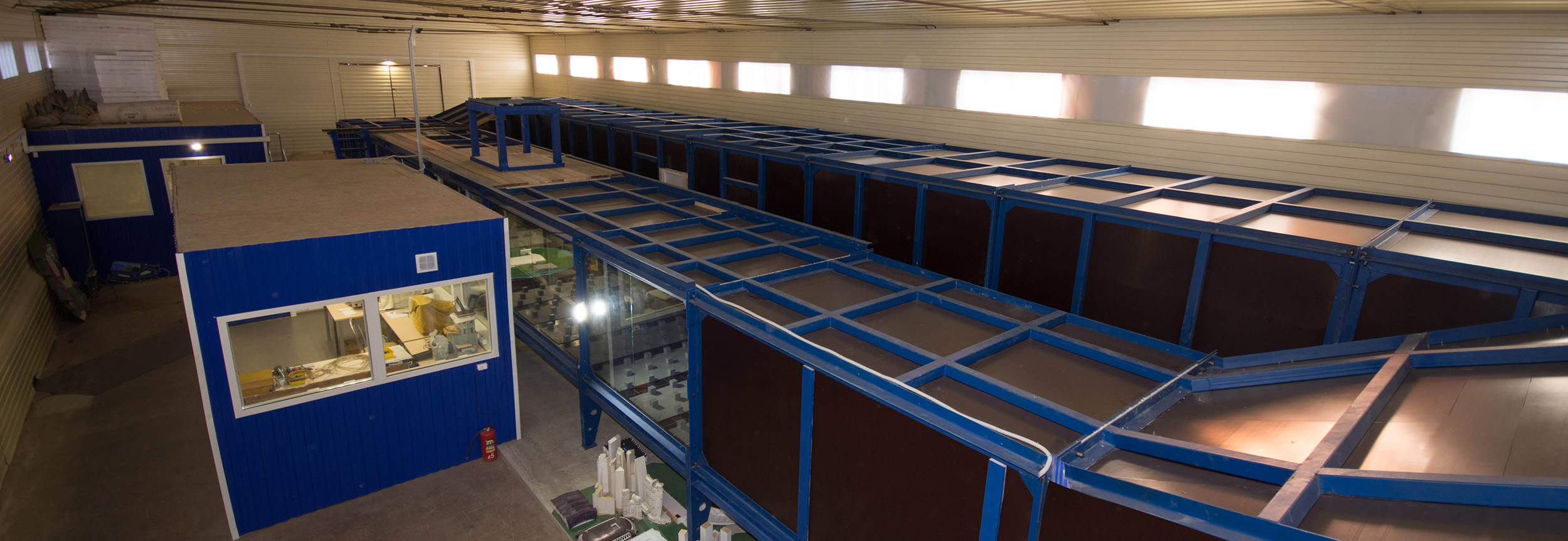
Рисунок 2 — Вид на аэродинамическую трубу
3–АТ–17.5/3 фирмы УНИКОН

Введена в эксплуатацию в 1970 г. Сибирским научно-исследовательским институтом энергетики СибНИИЭ (Транспортно-энергетический институт Западно-Сибирского филиала Академии наук СССР). К разработке Технического задания были привлечены ведущие институты страны: ЦАГИ, НИИ механики МГУ, институт Теоретической и Прикладной механики СО АН СССР, Сибирский НИИ Авиации. Технический проект аэродинамической трубы разработал Всесоюзный государственный научно-исследовательский и проектно-изыскательский институт Атомтеплоэлектропроект (Новосибирское отделение).
В восьмидесятых годах лаборатория аэродинамики с аэродинамической трубой 3–АТ–17.5/3 была передана в Всесоюзный государственный научно-исследовательский и проектно-изыскательский институт Атомтеплоэлектропроект (Новосибирское отделение).
С 1993 г. в составе Научно-исследовательской и проектно-строительной фирмы УНИКОН.

### Параметры
Рабочая часть закрытого и открытого типа, прямоугольного поперечного сечения шириной 2000 мм, высотой 1500 мм, ее длина составляет 17500 мм. Длина оси контура 50 метров.
Максимальная скорость 27 м/с.
Наличие в указанной аэродинамической установке длинной рабочей части позволяет моделировать структуру реальных ветровых режимов, в том числе: изменение средней скорости ветра по высоте, структуру и масштаб турбулентных пульсаций скорости ветра. Поток в трубах с длинной рабочей частью формируется за счет тех же механизмов, что и ветер в естественных условиях, т.е. в результате взаимодействия с подстилающей поверхностью (полом) рабочей части трубы и за счет обтекания установленных стационарно на нем препятствий. Меняя размеры и взаимное расположение элементов шероховатости на нижней стенке рабочей части аэродинамической трубы, можно получать различные градиентные потоки, в том числе, соответствующие местностям типа А, В и С (по классификации СП 20.13330.2016).
В 2020 г., к 50-летию, проведена реконструкция аэродинамической трубы и лаборатории.

### Проводимые исследования
1. Определение параметров снегопереноса по кровле сооружения.
2. Измерение распределения ветрового давления по поверхности сооружения.
  1. Средняя составляющая.
  2. Пиковая составляющая.
3. Измерение интегральных аэродинамических характеристик сооружения.
4. Определение предрасположенности сооружения к развитию автоколебаний.
5. Определение параметров комфортности пешеходных зон.

### Исследуемые объекты
В 70-80х годах 20 века много исследований было по объектам энергетики. Опоры линий ультравысокого напряжения. Корпуса и компоновочные схемы ТЭС. Склады угля. Заводские корпуса.
Сейчас большое внимание уделяется исследованиям высотных зданий и комплексам высотных зданий и сооружений. Большепролётные сооружения. Стадионы, Вокзалы, Аэровокзалы.